# Bralstorp
Bralstorp var en svensk släktgren av en från Mecklenburg inflyttad, sedärmera i Solvik i Kärrbo socken i Västmanland, bosatt tysk adelssläkt, vilken under medeltiden innehade ämbetsuppdrag som fogdar, och betydande jordinnehav. Släkten anses vara kopplad till de två nordtyska släkter från Mecklenburg, Negendanck och Parkentin, vilka förde samma, eller snarliknande vapen, och Albrecht Bralstorp i Wismar.
Vapen:Bralstorpska vapnet återges av Jan Raneke som delat, nedre fältet styckat. Tinkturen är osäker, och baserad på vapen för den förmodat besläktade tyska ätten Negendank.
Riddaren Eggard Bralstorp den äldre till Solvik (död 20 mars 1308) var född i Mecklenburg, och är 1308 omnämnd som domini Edgardi de Bralsthorp.

Eggard d.ä. var gift med Ragnhild Andersdotter (Elofssönernas ätt) och från dem är en dotter gift med Dan Jonsson (Stjärnbjälke) och två söner kända:
1. Eggert Bralstorp den yngre till Solvik, död 1351, gift med Estrid Ragnesdotter
2. Bengt Notholm Eggardsson (Notholm Eggardi), kungens fogde i Sörmland, död 1355.[5] gift 1) med Johanna Simpa, dotter till Thorsten Simpa den äldre, vid vilkas begravning i Eskilstuna kloster detta råkat i brand, varför han bidragit för klostrets återställande efter branden.[6][7] och gift 2) år 1345 med Cecilia Ingevaldsdotter [8] och far till Peter Bengtsson Bralstorp.[9] och en dotter gift med Gelikin van Pytten.[10] medan barnen från första giftet tycks ha kallat sig Simpa och tagit ättens Simpas vapen, bland dem en son, kaniken i Strängnäs, Thorsten Notholmsson Simpa d.y. (död före 1362) som tog sin morfars tillnamn och vapen.[11][12]